# Municipio de Van Buren (Dakota del Norte)
El municipio de Van Buren (en inglés: Van Buren Township) es un municipio ubicado en el condado de Renville en el estado estadounidense de Dakota del Norte. En el año 2010 tenía una población de 46 habitantes y una densidad poblacional de 0,49 personas por km².

## Geografía
El municipio de Van Buren se encuentra ubicado en las coordenadas 48°30′15″N 101°23′5″O / 48.50417, -101.38472. Según la Oficina del Censo de los Estados Unidos, el municipio tiene una superficie total de 93.39 km², de la cual 93,28 km² corresponden a tierra firme y (0,11 %) 0,11 km² es agua.

## Demografía
Según el censo de 2010, había 46 personas residiendo en el municipio de Van Buren. La densidad de población era de 0,49 hab./km². De los 46 habitantes, el municipio de Van Buren estaba compuesto por el 100 % blancos. Del total de la población el 0 % eran hispanos o latinos de cualquier raza.